# Tanjung Pinang
Tanjung Pinang (o Tanjungpinang) és la capital i la ciutat més gran de la província indonèsia de les Illes Riau. La ciutat, amb uns 150.000 habitants, compta amb un port que té connexions de transbordador i llanxa motora amb la resta d'illes de l'arxipèlag i amb Batam, Singapur (a 40 km) i Johor Bahru. També és un punt d'entrada i sortida internacional.